# جسر الجادرية
جسر الجادرية وهو تاسع جسور بغداد الثابتة تاريخيا فيه 3 مسارات للذهاب و3 للإياب وهو من الجسور الكونكريتية الحديثة. يربط منطقة القادسية والسيدية في الكرخ بالجادرية في الرصافة. تم تصميمه من قبل رود كونسلت التشيكوسلوفاكية بمعاونة مهندسين عراقيين اواخر السبعينات من القرن العشرين ونفذته شركة بولنسكي وزولنر من المانيا الغربية وأفتُتح الجسر عام 1982.
يبلغ طول الجسر 1276 متر، اطول فضاء فيه 46 متر ويعتبر أطول جسر في بغداد وبلغت كلفة انشاء مشروع الجسر 30 مليون دينار في وقتها.

## منطقة الجادرية
والجادرية هي إحدى مناطق مدينة بغداد الجميلة، وتقع نهاية الكرادة، تعد هي والمنصور أرقى أحياء بغداد على الإطلاق، وهي المنطقة المحببة لسكن الوزراء ومسؤولي الدولة الكبار، وهي عبارة عن حي مغطى بالأشجار، يشاهد المار فيها أكبر 
، وتسكنه أكثر العوائل تمكناً، ويضم عدة شوارع متداخلة.

## المعالم التي يمر قربها جسر الجادرية
يمر الجسر في منطقة زاخرة بعده معالم على الجانبين فعند العبور من منطقة البياع ذهابا إلى منطقة الجادرية ستكون تلك المعالم كما ياتي
على الجانب الايمن تكون محطة ضخ الماء الخام من نهر دجلة إلى منطقة القادسية التي يمر الجسر فوها ثم ياتي مطعم بيارة الشام فالفرع المؤدي إلى منطقة القادسية وجزيرة الاعراس وعند عبور نهر دجلة تكون جامعة بغداد هي المطلة على الشارع حتى التقاطع.
اما من الجانب الايسر فيكون أول معلم هو الفندق الدولي وفي نهاية الجسر في منطقة الجادرية تبرز بناية شركة زين للاتصالات ذات التسعة طوابق وبعد ذلك تاتي بناية مول الواحة في تقاطع جامعة بغداد
وتقع في نهاية جسر الجادرية مجمع الجادرية لجامعة بغداد، والذي يضم عدة كليات منها الهندسة والعلوم واللغة العربية والتربية، والعلوم السياسية والتربية - بنات والتربية الرياضية وغيرها.
كما تحتوي الجادرية عدداً من المرافق المهمة في بغداد منها فندق بابل ونادي الجادرية للفروسية.